# Agriocleptes
Agriocleptes is een geslacht van wantsen uit de familie van de Reduviidae (Roofwantsen). Het geslacht werd voor het eerst wetenschappelijk beschreven door Carl Stål in 1866.

## Soorten
Het genus bevat de volgende soorten:

- Agriocleptes albosparsus (Stål, 1854)
- Agriocleptes bahianus Wygodzinsky, 1953
- Agriocleptes bergi Wygodzinsky, 1953
- Agriocleptes dietrichi Wygodzinsky, 1953
- Agriocleptes salvatorianus Carcavallo & Martínez, 1960
- Agriocleptes schubarti Wygodzinsky, 1946
- Agriocleptes stali Wygodzinsky, 1946
- Agriocleptes wygodzinskyi Prosen & Martínez, 1953
- Agriocleptes zischkai Wygodzinsky, 1953